# Уирц, Уильям Уиллард
Уильям Уиллард Уирц (англ. William Willard Wirtz; 14 марта 1912, Де-Калб, Иллинойс, США — 24 апреля 2010, Вашингтон, США) — американский государственный деятель, министр труда США (1962—1969).

## Биография
В 1937 году окончил юридический факультет Гарвардского университета. В 1937—1939 годах преподавал в университете штата Айова, в 1939—1942 годах — профессор права в Северо-Западном университете.
С 1943 по 1945 года работал в Национальном совете по разрешению трудовых конфликтов в военное время.
В 1946—1954 годах он вновь профессор права в Северо-Западном университете. Являлся активным деятелем Демократической партии и готовил речи для кандидата в президенты Эдлая Стивенсона.
В 1962—1969 годах занимал пост министра труда США. Успешно взаимодействовал с профсоюзами. Разработал программу администрации президента Джонсона по борьбе с бедностью, выступал с инициативами по улучшению образования для детей, бросивших школу и с предложениями по переподготовке безработных. Его отношения с Линдоном Джонсоном ухудшились после того как Уирц направил главе государства личный меморандум, в котором выражал озабоченность в связи с участием США во Вьетнамской войне.
В 1970—1989 годах занимался юридической практикой в Вашингтоне в качестве партнёра в Уирц и Джентри (1970—1978), Уирц и Lapointe (1979—1984), и Фридман и Уирц (1984—1989).
В 2000 году в его честь была названа главная библиотека Министерства труда США.
На момент своей смерти он был старейшим из живущих членов американской администрации и последним остававшимся в живых членом администрации Джона Кеннеди.